# Den israelske uafhængighedserklæring
Den israelske uafhængighedserklæring (engelsk: Declaration of Independence, hebraisk: הכרזת העצמאות, Hakhrazat HaAtzma'ut) fandt sted den 14. maj 1948, samme dag som mandatområdet i Palæstina ophørte. Det var den officielle udråbelse af en jødisk stat ved navn Israel. Staten blev grundlagt i dele af det, som var kendt som det britiske mandatområde i Palæstina og på land hvor, i antikken, kongerigerne Israel, Juda og Judæa en gang fandtes.
Det blev kaldt starten for "den tredje jødiske sammenslutning" af nogle observatører. "Den første jødiske sammenslutning" endte med ødelæggelsen af Salomos tempel i 586 f.Kr., den anden med ødelæggelsen af det andet tempel 70 år f.Kr., og saboteringen af Bar Kokhbas oprør mod Romerriget år 135.
I Israel bliver hændelsen fejret årlig med den nationale fridag Yom Ha'atzmaut (hebraisk:יום העצמאות, selvstændighedsdag), hvor tiden er sat efter den hebraiske kalenders tid for kundgørelsen (5, Ijár, år 5708, hebraisk år). Palæstinenserne mindes dagen som Nakba (hebraisk: يوم النكبة), Yawm al-nakba, katastrofedagen) den 15. maj hvert år.